# 班錫宜
班錫宜（義大利語：Ferdinando Fulgenzio Pasini, O.F.M.；1897年4月2日—1985年4月17日），天主教三原教区主教（1932年6月4日-1983年），意大利方济各会会士。
1897年4月2日，班錫宜出生在意大利San Donà di Piave。1912年（14岁）入方济各会。1923年3月17日，25岁晋升神甫。赴中國传教。1932年6月4日（35岁）由教廷任命为三原宗座监牧。1944年7月13日（47岁）任三原宗座代牧，领Byblus 主教衔 。同年12月17日，由西安万九楼主教祝圣 。1946年4月11日，罗马教廷建立中国圣统制，班錫宜任三原教区主教。
1983年（85岁），班錫宜主教退休。1985年4月17日，班錫宜主教去世，年88岁。